# Kondoros
Kondoros (en eslovaco: Kondoroš) es una ciudad en elcondado de Békés, en la región de la Gran Llanura del Sur del sureste de Hungría.

## Geografía
Tiene una superficie de 81,84 km² y tiene una población de 4 521 habitantes en 2024.

## Ciudades hermanadas
Kondoros está hermanada con:
- Atid, Rumanía
- Gabčíkovo, Eslovaquia
- Hanhofen, Alemania
- Kikinda, Serbia
- Tekovské Lužany, Eslovaquia